# Mennen
Mennen — бренд, принадлежащий в большинстве стран мира компании Colgate-Palmolive. Самый заметный продукт бренда — Mennen Speed Stick с фужерным парфюмом и зелёной широкой палочкой — являлся лидером на рынке США среди дезодорантов и антиперспирантов для мужчин в течение многих лет. Лидером среди дезодорантов и антиперспирантов для женщин стал Lady Speed Stick. В начале 1990-х годов лидером среди дезодорантов для девушек подросткового возраста стал Teen Spirit.
Во Франции бренд Mennen принадлежит компании L’Oréal через свою дочернюю компанию Mennen-LASCAD.

## История
Компания Mennen была основана в 1878 году Герхардом Генрихом Менненом, который эмигрировал из Америки в Германию. Первым продуктом Mennen стал порошок на основе борированного талька. Первоначально компания располагалась в Ньюарке, штат Нью-Джерси, США, а в 1953 году компания переехала в Морристаун, штат Нью-Джерси, где производила и продавала безрецептурные фармацевтические препараты и товары для личной гигиены, такие как Skin Bracer, Speed Stick и Baby Magic. Lady Speed Stick, ставший лидером среди женских дезодорантов, имел огромный успех благодаря своей форме, которая облегала женскую руку, и ароматам. Внук Герхарда, Г. Меннен Уильямс, занимал пост губернатора штата Мичиган в 1949—1961 годах и помощника государственного секретаря по делам Африки при президентах Джоне Фицджералде Кеннеди и Линдоне Джонсоне в 1961—1966 годах.
В 1992 году компания Mennen была продана компании Colgate-Palmolive. Бывшая штаб-квартира и производственный завод в посёлке Моррис, штат Нью-Джерси, были снесены весной 2018 года и заменены жилыми комплексами и торговыми площадями.